# Janusz Popko (lekarz)
Janusz Popko (ur. 1 listopada 1947 w Ełku) – polski lekarz, specjalista w zakresie ortopedii i traumatologii, profesor nauk medycznych.
Ukończył Liceum Pedagogiczne w Augustowie w 1967 i w tym samym roku został powołany do odbycia zasadniczej służby wojskowej. W latach 1969–1975 studiował na Wydziale Lekarskim Akademii Medycznej w Białymstoku – AMB (obecnie: Uniwersytet Medyczny – UMB).

## Droga naukowa i specjalizacja
Podczas studiów, pełnił funkcję starosty roku i jednocześnie od II roku uczestniczył w działalności koła naukowego przy Zakładzie Fizyki Lekarskiej AMB. Prowadził badania przy pomocy pierwiastków radioaktywnych, a wyniki swoich badań prezentował na konferencjach studenckich kół naukowych w kraju i na zjazdach międzynarodowych. W czasie tych zajęć przygotowywał materiał doświadczalny do rozprawy doktorskiej.
W 1977, na podstawie pracy pt. Biofizyczny opis wymiany jonów Na⁺ i K⁺ w chrząstce wzrostowej otrzymał stopień naukowy doktora nauk medycznych. W 1978 zdał egzamin na pierwszy stopień specjalizacji z zakresu chirurgii urazowo-ortopedycznej, a w 1981 – na drugi stopień.
Ukończył szkolenia specjalistyczne, m.in. kurs ultrasonografii dziecięcego stawu biodrowego w Austrii (1989), w ośrodkach ortopedycznych w Chicago (1999), kurs ultrasonografii narządu ruchu w Niemczech (2000).
Na podstawie dysertacji Zmiany zwyrodnieniowe chrząstki stawowej, w 1992 uzyskał stopień naukowy doktora habilitowanego nauk medycznych w zakresie medycyny – ortopedii i traumatologii.
Tytuł naukowy profesora nauk medycznych otrzymał w 2006.
Wszedł w skład komitetu wspierającego kandydaturę Karola Nawrockiego na prezydenta RP w wyborach w 2025.

## Zatrudnienie
Po uzyskaniu dyplomu lekarza, w 1975 został zatrudniony w Klinice Ortopedii i Traumatologii AMB w Państwowym Szpitalu Klinicznym – PSK (obecnie: Uniwersytecki Szpital Kliniczny – USK) w Białymstoku, gdzie pracował do 1989. W tym samym roku rektor AMB skierował go do Kliniki Chirurgii Dziecięcej AMB w Dziecięcym Szpitalu Klinicznym – DSK (obecnie: Uniwersytecki Dziecięcy Szpital Kliniczny – UDSK) w Białymstoku i powierzył zadanie organizacji kliniki ortopedii dziecięcej.
W latach 2000–2018 był kierownikiem zorganizowanej przez siebie Kliniki Ortopedii i Traumatologii Dziecięcej AMB/UMB w DSK/UDSK. Pełnił też (1999-2002) funkcję prodziekana Wydziału Lekarskiego z Oddziałem Stomatologii AMB (obecnie: Wydział Lekarski z Oddziałem Stomatologii i Oddziałem Nauczania w Języku Angielskim UMB).
Ponadto, w latach 2015–2019 pracował w Państwowej Wyższej Szkole Informatyki i Przedsiębiorczości w Łomży – Wydział Nauk o Zdrowiu. Od 2019 prowadzi wykłady z ortopedii i traumatologii dla studentów ratownictwa medycznego w Wyższej Szkole Medycznej w Białymstoku.

## Praca naukowa, dydaktyczna, publikacje
Wyrazem osiągnięć naukowych, dokonanych przez prof. Popko we współpracy z teoretycznymi zakładami biofizyki i biochemii macierzystej uczelni, są prace opublikowane w czasopismach zagranicznych z listy filadelfijskiej. Dotyczą one zmian biochemicznych w płynie stawowym w schorzeniach zapalnych oraz korelacji stężenia witaminy D₃ i K₂ u dzieci ze złamaniami niskoenergetycznymi. Biochemia płynu stawowego stała się tematem zredagowanego przez niego rozdziału w podręczniku Rheumatoid Arthritis-etiology, consequences and co-morbidities, Andrew B. Lemmey, INTECH, 2011.
Przez wiele lat współpracował na polu naukowym i dydaktycznym z Politechniką Białostocką. M.in. dzięki wspólnemu działaniu udało się doprowadzić w 1997 do powstania pierwszej w Polsce specjalności kształcącej inżynierów do pracy w protetyce i ortotyce.
We współpracy z zespołem technicznym, opracował gwóźdź teleskopowy do leczenia złamań i deformacji kości długich w przebiegu wrodzonej łamliwości kości.
Jest organizatorem w regionie północno-wschodnim bezpłatnego programu profilaktyki dysplazji stawu biodrowego obejmującego każdego noworodka w 1. i 3. miesiącu życia.
W ramach szkolenia podyplomowego, był kierownikiem specjalizacji w zakresie chirurgii urazowo-ortopedycznej 6 lekarzy. Promotor 7 przewodów doktorskich. Pełnił różne funkcje recenzenckie: 4 przewodów na tytuł profesora, 3 prac habilitacyjnych, 8 prac doktorskich i kilku prac magisterskich.
Autor i współautor 204 publikacji naukowych, w tym podręczników i rozdziałów w podręcznikach dla studiów medycznych, m.in.:
- Ortopedia i traumatologia, PZWL, 2008;
- Badanie fizykalne w praktyce pielęgniarek i położnych, CZELEJ, Lublin, 2008;
- Inżynieria ortopedyczna i rehabilitacyjna, Politechnika Białostocka, 2008.

## Towarzystwa naukowe
- Polskie Towarzystwo Ortopedyczne i Traumatologiczne[1];
- Członek Komisji Inżynierii Rehabilitacyjnej PAN (2003-2007);
- Prezes Oddziału Podlaskiego PTOiTr (2006-2010);
- Polskie Towarzystwo Ortopedii Dziecięcej[9];
- Katolickie Stowarzyszenie Lekarzy Polskich.

## Działalność społeczna
- Współorganizator IV Sympozjum naukowo-szkoleniowych Sekcji Osteoartrologii PTL (1991);
- Sympozja Inżynieria Ortopedyczna i Protetyczna – wspólnie z Politechniką Białostocką (1997, 1999)
- Organizator XVIII Sympozjum Sekcji Ortopedii Dziecięcej PTOiTr. (2008)[10];
- Współorganizator międzynarodowego sympozjum Glycomarkers for Diesease, Wierzba (2010);
- Współorganizator XXVIII Sympozjum Sekcji Ortopedii Dziecięcej PTOiTr. (2018)[11];
- Organizator zjazdów absolwentów AMB rocznik 1975[12].

## Odznaczenia i nagrody
- Złoty Krzyż Zasługi (2000)[13];
- Zespołowa Nagroda Rektora AMB/UMB Za Osiągnięcia Naukowe (siedmiokrotnie 1984-2012);
- Indywidualna Nagroda Rektora AMB/UMB IIo Za Osiągnięcia Dydaktyczne (2000,2009,2012);
- Nagroda Rektora UMB Za Całokształt Dorobku Naukowego, Dydaktycznego, Organizacyjnego (2017)[14];
- Medal prof. Ignacego Wośki Za Istotny Wpływ Na Rozwój Ortopedii Dziecięcej[15].

## Życie prywatne
Żonaty, dwie córki (Joanna i Mariola), jedna wnuczka (Zosia). Zainteresowania pozazawodowe: podróże i myślistwo.